# Indicatif régional 507

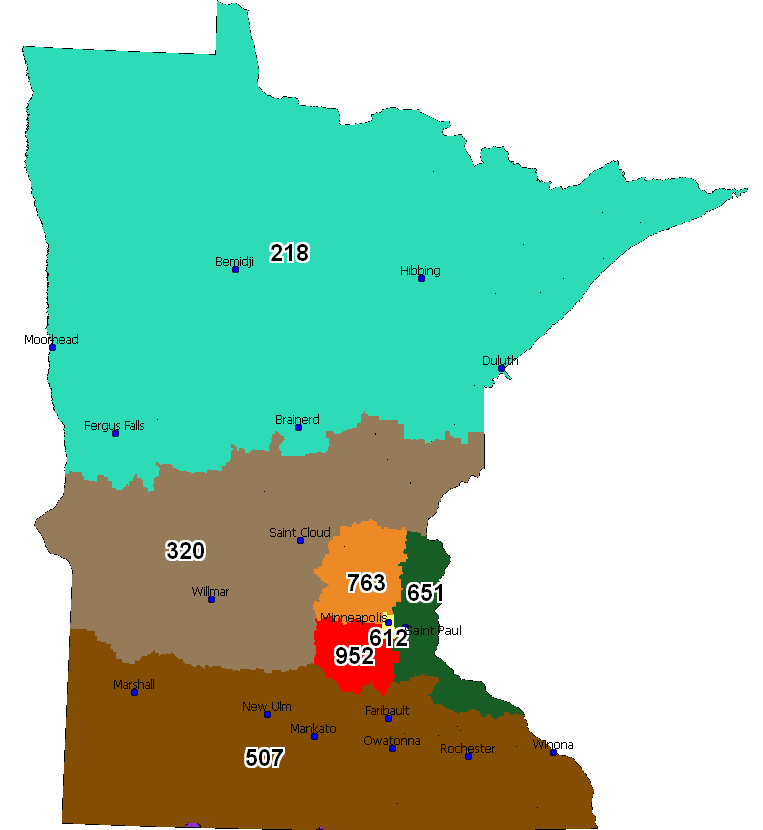
Carte de l'État du Minnesota avec les territoires de ses indicatifs régionaux. L'indicatif régional 507 est en brun foncé au sud de l'État.

L'indicatif régional 507 est l'un des indicatifs téléphoniques régionaux de l'État du Minnesota aux États-Unis. Cet indicatif couvre le sud de l'État. Les principales villes desservies par l'indicatif sont Rochester, Mankato, Worthington, Fairmont et Austin.
La carte ci-contre indique en brun foncé le territoire couvert par l'indicatif 507.
L'indicatif régional 507 fait partie du plan de numérotation nord-américain.

## Villes desservies par l'indicatif
| - Adams - Adrian - Albert Lea - Amboy - Arlington - Austin - Blooming Prairie - Blue Earth - Brownsdale - Byron - Caledonia - Canby - Cannon Falls - Chatfield - Currie - Dexter - Dodge Center - Dovray - Dundas - Eagle Lake - Edgerton - Elgin - Ellendale | - Eyota - Fairfax - Fairmont - Faribault - Fountain - Fulda - Gaylord - Gibbon - Grand Meadow - Hadley - Harmony - Hayfield - Hendricks - Hokah - Houston - Ivanhoe - Jackson - Janesville - Jeffers - Kasson - Kenyon - La Crescent | - Lake Benton - Lake Crystal - Lake Wilson - Lamberton - Lanesboro - Le Center - Le Roy - Le Sueur - Lewiston - Lewisville - Lonsdale - Luverne - Madelia - Madison Lake - Mankato - Mantorville - Mapleton - Marshall - Medford - Montgomery - Morton - Mountain Lake | - New Richland - New Ulm - Nicollet - North Mankato - Northfield - Owatonna - Pine Island - Pipestone - Plainview - Preston - Redwood Falls - Rochester - Rollingstone - Rose Creek - Rushford - Rushford Village - St. Charles - St. Clair - St. James - St. Peter - Slayton - Sleepy Eye | - Springfield - Spring Grove - Spring Valley - Stewartville - Stockton - Taopi - Tracy - Truman - Tyler - Walnut Grove - Waltham - Wanamingo - Waseca - Waterville - Wells - West Concord - Westbrook - Windom - Winnebago - Winona - Winthrop - Worthington - Wykoff - Zumbrota |

## Source
- (en) Cet article est partiellement ou en totalité issu de l’article de Wikipédia en anglais intitulé « Area code 507 » (voir la liste des auteurs).